# Signé Mireille Dumas
 (février 2018).
Si vous disposez d'ouvrages ou d'articles de référence ou si vous connaissez des sites web de qualité traitant du thème abordé ici, merci de compléter l'article en donnant les références utiles à sa vérifiabilité et en les liant à la section « Notes et références ».
Signé Mireille Dumas (Spéciale Mireille Dumas jusqu'au 25 juin 2012) est un magazine bimestriel présenté par Mireille Dumas et diffusé en première partie de soirée sur France 3 depuis le 21 novembre 2011 le lundi en première partie de soirée.

## Présentation
Rentrée 2014, l'émission est désormais diffusé dans le cadre des Lundi en histoires, tout comme Histoire immédiate (émission de télévision), L'Ombre d'un doute ou encore les Docs société.

## Liste des émissions

### 2011/2012
1. 21 novembre 2011 : Comment ils ont fait fortune ? (1/2)
2. 28 novembre 2011 : Comment ils ont fait fortune ? (2/2)
3. 2 avril 2012 : Disneyland et ses secrets
4. 23 février 2012 : Claude François, 30 ans déjà (Exceptionnellement en seconde partie de soirée)
5. 14 mai 2012 : Comment ils ont changé de vie ?
6. 4 juin 2012 : La croisière des idoles (1/2)
7. 11 juin 2012 : La croisière des idoles (2/2)
8. 25 juin 2012 : La France des concours

### 2012/2013
9. 10 septembre 2012 : Qui êtes-vous Michel Sardou ?
10. 29 octobre 2012 : Des chansons en héritage
11. 26 novembre 2012 : Faut-il interdire la prostitution ?
12. 4 janvier 2013 : Cabarets de légendes
13. 18 février 2013 : Des dynasties pas comme les autres
14. 18 mars 2013 : Le poids du nom en héritage
15. 13 mai 2013 : Lama et Macias, leur incroyable destin croisé
16. 10 juin 2013 : Ces séniors qui ont la pêche
17. 1er juillet 2013 : Les chansons de nos vacances

### 2013/2014
18. 11 novembre 2013 : Laurent Gerra et Julien Clerc en toute vérité
19. 30 décembre 2013 : Le triomphe des comédies musicales et de la nostalgie
20. 17 février 2014 : Line Renaud et Dany Boon, la fierté des Ch'tis
21. 13 avril 2014 : Adamo, Aufray : c'est leur vie !
22. 23 juin 2014 : Guy Bedos en toute liberté

### 2014/2015
23. 10 novembre 2014 : Hallyday, Mitchell, Dutronc : un trio de légende
24. 26 janvier 2015 : Véronique Sanson, Pierre Palmade, drôle de vie
25. 30 mars 2015 : Alain Souchon et Laurent Voulzy, un duo magique 
26. 22 juin 2015 : La France en chansons

### 2015/2016
27. 16 novembre 2015 : Charles Trenet, quand notre cœur fait boum !
28. 9 mai 2016 : Politiques, ils connaissent la chanson (avec François Bayrou, Rachida Dati, Jean-Pierre Raffarin, Cécile Duflot et Jean-Luc Mélenchon)
29. 13 juin 2016 : Le tour du monde en chansons

### 2016/2017
30. 4 novembre 2016 : Goldman, Balavoine, Berger : « Quand on est ensemble »
31. 3 février 2017 : Les trésors cachés des variétés - Jean-Christophe Averty
32. 5 mai 2017 : Polnareff, Delpech, Ferrer : « La rançon du succès »

### 2017/2018
33. 20 octobre 2017 : Birkin, Hardy, Sanson, une vie à aimer (https://www.france.tv/documentaires/art-culture/294061-birkin-hardy-sanson-une-vie-a-aimer.html)
34. 1er décembre 2017 : La France en humour (https://www.france.tv/documentaires/art-culture/335463-la-france-en-humour.html)
35. 16 mars 2018 : La famille, ça me fait bien rire !
36. 8 juin 2018 : Famille, je vous chante

### 2018/2019
37. 4 janvier 2019 : Les années Bouvard, le rire et l'impertinence

### 2019/2020
38. 11 février 2020 : Des ordures et des hommes (diffusé sur France 2 dans le cadre de la collection Infrarouge

### 2021/2022
39. 7 novembre 2021 : Les années télé de Mireille Dumas
40. 1er décembre 2021 : Françoise Hardy, une icône
41. 27 décembre 2021 : Enrico Macias, l'inattendu

### 2022/2023
42. 26 août 2022 : Quand la télé prend l'air
43. 21 décembre 2022 : Enrico Macias, de l'amour plein la tête
44. 27 janvier 2023 : Serge Lama, la vie à la folie

### 2023/2024
45. 29 septembre 2023 : Les années Mireille Dumas - Les artistes et la famille